# لهجة غزاوية
اللهجة الغزاوية هي تلك اللهجة المنتشر في قطاع غزة وقليلا ً من الشمال الغربي من بئر السبع، وهي لهجة شامية متأثرة باللهجة الشامية المصرية، لا تمتاز بطول المد في الكلام كمناطق الضفة الغربية في الخليل ونابلس وتحافظ اللهجة علي مخارج الحروف أكثر من أهل الضفة ولا يوجد بها الا قليل القليل من الكلمات الدخيلة التي ليست من العربية.

## الخصائص
- حرف القاف فيها يلفظه المعظم جيما ً مصيرا ً ويلفظ G، فيقال : قال --> جال = Gal إلا قليلا ً منهم.
- تعبير الآن في غزة هو هلئيت أو هلجيت، وبعضهم يقول هالوقت بلفظ القاف جيما ً مصرية.
- يقلب حرف الثاء إلى تاء أو سين فيقال : تلاتة وليس ثلاثة.
- لا يوجد هنالك إمالة في نهاية الكلمات التي تنتهي بألف أو فتحة فيقال: حلوَة، مدرسَة، صحابَة

## التأثر
تأثرت اللهجة الغزاوية بلهجة أهل الساحل الشمالي لقربها منهم، وبسبب العلاقات التجارية بينهم وتأثرت بشكل يستحق الذكر باللهجة المصرية فلهجة مصر مثلا ً لا تميل الكلام في نهايته فيقولون حلوَة وطاولَة وغيرها، كما في لفظ الآن عندهم يقول بعضهم، هـ الوقِت، بلفظ القاف جيما ً وهي نفسها في المصرية حيث يقولون دِه الوقت، أي هذا الوقت، وكلاهما لا يختف، وتأثرت بشكل بسيط أيضا ً في استعمال بعض الكلمات المصرية فيقولون كده وتعني هيك بالشامي أو هكذا بالفصحى، ويقول حاجة والتي تعني إشي بالفلسطيني والأردني وشيء بالفصحى، ويقولون إديني أي أعطيني.